# Cauchas rufimitrella
Cauchas rufimitrella — вид лускокрилих комах родини довговусих молей (Adelidae).

## Поширення
Вид поширений на більшій частині Європи і в Північній Азії на схід до Алтаю. Не зафіксований в Португалії, Україні та на Балканах.

## Опис
Розмах крил молі коливається від 10 до 12 міліметрів. Густе прямостояче волосся на маківці чорного кольору, зверху більш-менш залізисто-змішане. Вусики чорні з білим кінчиком. Передні крила блискучі бронзові, іноді частково або повністю мідні або червоно-фіолетові. Задні крила темно-багряно-пурпурні.

## Спосіб життя
Імаго літають у травні і червні. Кормовою рослиною гусениць є жеруха лучна (Cardamine pratensis). Самиці відкладають яйця на квіткові бруньки рослини-господаря. Молода гусениця харчується квітами, а потім сповзає на землю, де живе на розетці листя. Зимує у стадії лялечки.